# Murias de Rechivaldo
Murias de Rechivaldo es una localidad española perteneciente al municipio de Astorga, en la comarca de Maragatería, provincia de León, comunidad autónoma de Castilla y León. Se trata de una de las poblaciones del Camino de Santiago Francés.

## Geografía

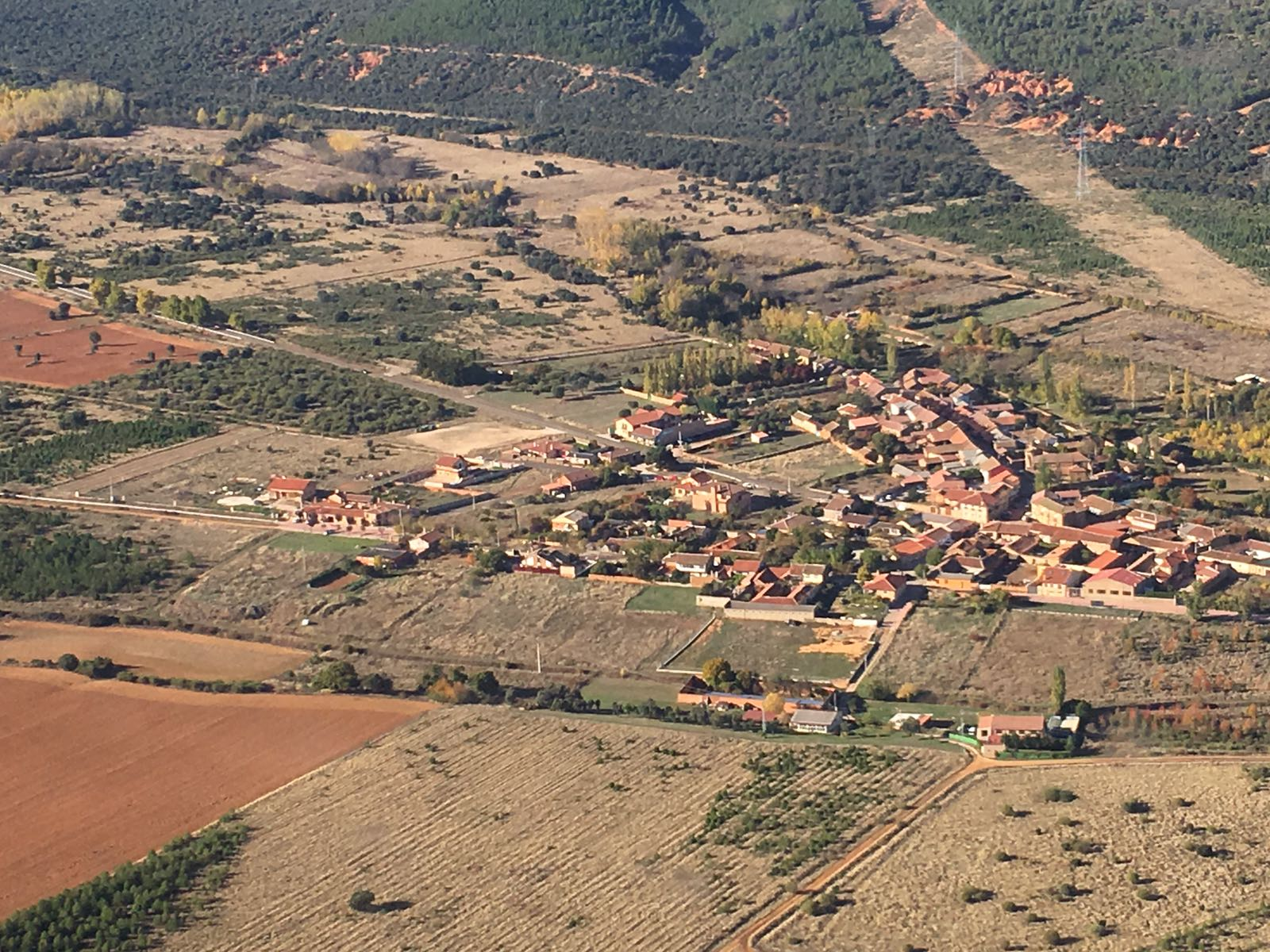
Vista aérea

| Noroeste:                          | Norte: | Noreste: Astorga (polígono industrial) |
| Oeste: Castrillo de los Polvazares |        | Este: Valdeviejas                      |
| Suroeste                           | Sur:   | Sureste:                               |

## Demografía
| Gráfica de evolución demográfica de Murias de Rechivaldo entre 2000 y 2012                                        |
| |
| Población de derecho según los padrones municipales del INE. Población según el padrón municipal de 2012 del INE. |